# Рія Ріплі
Демі Бенетт (англ. Demi Bennett, нар. 11 жовтня 1996) — австралійська професійна реслерка. В даний момент виступає в WWE, на бренді Raw під ім'ям Рія Ріплі (англ. Rhea Ripley). Разом з Бейлі, її перший рейн з титулом чемпіона світу серед жінок у 380 днів є найдовшим в історії титулу.
Після виступів в незалежних промоушенах під справжнім ім'ям з 2013 року, Ріплі приєдналася до WWE у інавгураційному турнірі Mae Young Classic у 2017 році. Після досягнення півфіналу турніру 2018 року, вона стала частиною оригінального ростеру NXT UK, ставши першою Чемпіонкою NXT UK серед жінок у серпні 2018 року. Після забігу на бренді NXT з 2019 по 2021, де вона виграла Чемпіонство NXT серед жінок, та стала першою, хто захищав титул NXT на Реслманії, головній події року, вона перейшла до основного ростеру на бренд Raw, де вона приєдналася до Судного Дня в 2022 році.
Окрім Чемпіонства NXT UK серед жінок та Чемпіонства NXT серед жінок, вона колишня одноразова Чемпіонка Raw серед жінок, та колишня Командна Чемпіонка WWE серед жінок (з Ніккі A.S.H.). Після виграшу Чемпіонства SmackDown серед жінок в квітні 2023, вона стала сьомою чемпіонкою Потрійної Корони серед жінок, і п'ятою чемпіонкою Великого Шлему, а також єдиною реслеркою, яка мала усі ці 5 титулів. Вона також перша жіноча чемпіонка з Австралії в історії WWE. Крім того, вона є переможцем жіночої Королівської Битви 2023 року, ставши четвертою реслеркою, і першою жінкою, яка виграла Королівську битву, вийшовши під номером один, а також встановивши рекорд за найдовше перебування в жіночій Королівській Битві, 1:01:08 (який згодом був побитий Бейлі під час Королівської Битви 2024, 1:03:03).

## Раннє життя
Демі Беннетт народилася 11 жовтня 1996 року, в Аделаїді, Південній Австралії. Вона має італійське коріння зі сторони матері.

## Кар'єра в професійному реслінгу

### Незалежні промоушени (2013—2017)
Беннетт почала працювати в Riot City Wrestling в 2013 році. Вона провела декілька років в промоушені, де вона стала дворазовою Чемпіонкою RCW серед жінок. Дебют Беннетт в New Horizon Pro Wrestling стався 24 травня 2014 року під час першого вечора NHPW Global Conflict, де вона приєдналася до турніру Global Conflict Tournament. Вона вибула з турніру в першому раунді, програвши Мерседес Мартінес. Вона повернулася другого вечора події NHPW Global Conflict, змагаючись у чотиристоронньому змішаному командному матчі з Ґаррі Шмідтом, як напарником. Шість місяців потому, Беннетт повернулася, і була частиною першого вечора події NHPW Final Chapter, змагаючись в чотиристоронньому матчі проти Медісон Іглз, Іві, та Сараї Найт за вакантне Чемпіонство IndyGurlz Australia на кону. Проте, Беннетт не змогла виграти титул.
Беннетт дебютувала в Melbourne City Wrestling 14 червня 2014 на MCW New Horizons, де вона захистила титул RCW серед жінок в матчі потрійної загрози проти Саванни Саммерс і Тоні Шторм. 9 серпня на MCW Clash Of The Titans, Беннетт здолала Майямі, зберігши свій титул. Беннетт продовжила свою серію третьою перемогою поспіль, здолавши Саванну Саммерс на MCW Fight For A Cause.
22 квітня 2017 року, Беннетт змагалася в своєму останньому матчі в RCW на RCW Strength, де вона успішно захистила титул проти Келліанни.

### WWE (2017-дотепер)

#### Mae Young Classic (2017—2018)
В 2017 році, Беннетт підписала контракт з WWE, і було анонсовано, що вона змагатиметься інавгураційному турнірі Mae Young Classic під новим ім'ям Рія Ріплі (англ. Rhea Ripley). Вона здолала Міранду Салінас в першому раунді, але програла Дакоті Кай в другому. Ріплі дебютувала телевізійному випуску NXT 25 жовтня 2017 року, беручи участь у батл роял матчі за претенденство на вакантне Чемпіонство NXT серед жінок на NXT TakeOver: WarGames 18 листопада, який виграла Ніккі Кросс. Зрештою, оновивши зовнішній вигляд, Ріплі змагалася в турнірі Mae Young Classic 2018 року, демонструючи агресивну і неповажну поведінку, і утвердивши себе в процесі як хіла. Вона здолала Ем Джей Джекінс, Кейсі Катанзаро, і Теган Нокс в перших трьох матчах, але програла Іо Ширай у півфіналі.

#### Перша Чемпіонка NXT UK серед жінок (2018—2019)

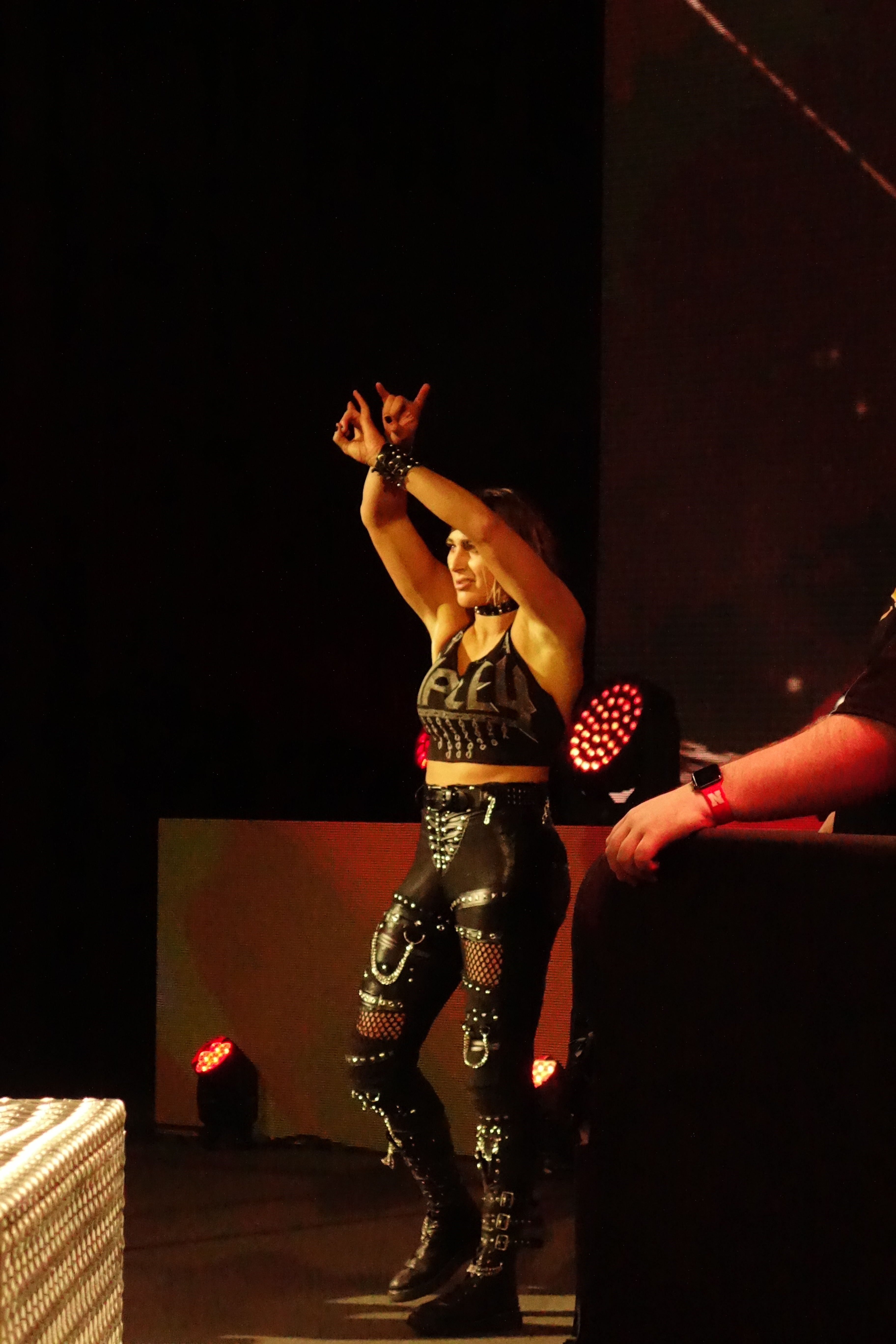
Ріплі в листопаді 2018

Незабаром після Mae Young Classic 2018 року, Ріплі стала частиною новоутвореного бренду NXT UK.
Під час телевізійниї записів шоу в серпні (виходило в ефір протягом листопада), Ріплі взяла участь у турнірі на вісім жінок за інавгураційне Чемпіонство NXT UK серед жінок. Вона здолала Ксаю Бруксайд в першому раунді, Дакоту Кай у півфіналі, й Тоні Шторм у фіналі, ставши таким чином першою чемпіонкою. Завдяки цій перемозі, Ріплі стала першою австралійською чемпіонкою серед жінок в історії WWE, і другою австралійською чемпіонкою взагалі після Бадді Мерфі. Ріплі також змагалася в темному матчі перед першим в історії жіночим платним шоу Evolution, 28 жовтня, де вона успішно захистила титул проти Дакоти Кай (че рез те, що турнір ще не вийшов в ефір, вона не визнавалася чемпіонкою на екрані). Протягом її чемпіонського рейну, Ріплі продовжила перемагати претендентів, таких як Айла Доун і Деонна Пураццо.
12 січня 2019 року на NXT UK TakeOver: Blackpool, Ріплі програла свій титул Тоні Шторм, закінчивши свій рейн у 139 днів і отримавши першу поразку на бренді. На Королівській Битві, 27 січня, Ріплі вперше з'явилася на платному шоу основного ростеру, вийшовши на матч жіночої Королівської Битви під номером 24, викинувши Кейсі Катанзаро, Дану Брук, і Зеліну Вегу, перед тим, як бути викинутою Бейлі. Після цього, Ріплі ворогувала за дебютанткою Пайпер Нівен протягом більшої частини 2019 року, з'ясовуючи, хто найбільш домінуюча жінка в ростері NXT UK. Обидві зустрілися в матчі 15 червня (в ефірі 3 липня), де Нівен здолала Ріплі. Ріплі перемогла Нівен у реванші 31 серпня (в ефірі 4 вересня). Обидві у підсумку обєдналися в команду, після того, як Ріплі врятувала Нівен від нападу від Джаззі Ґаберт і Джінні, яких вони здолали в командному матчі 4 жовтня. Ріплі провела свій останній матч на бренді 5 жовтня 2019 на записах NXT UK, здолавши Ніну Самуельс.

#### Чемпіонство NXT серед жінок (2019—2021)

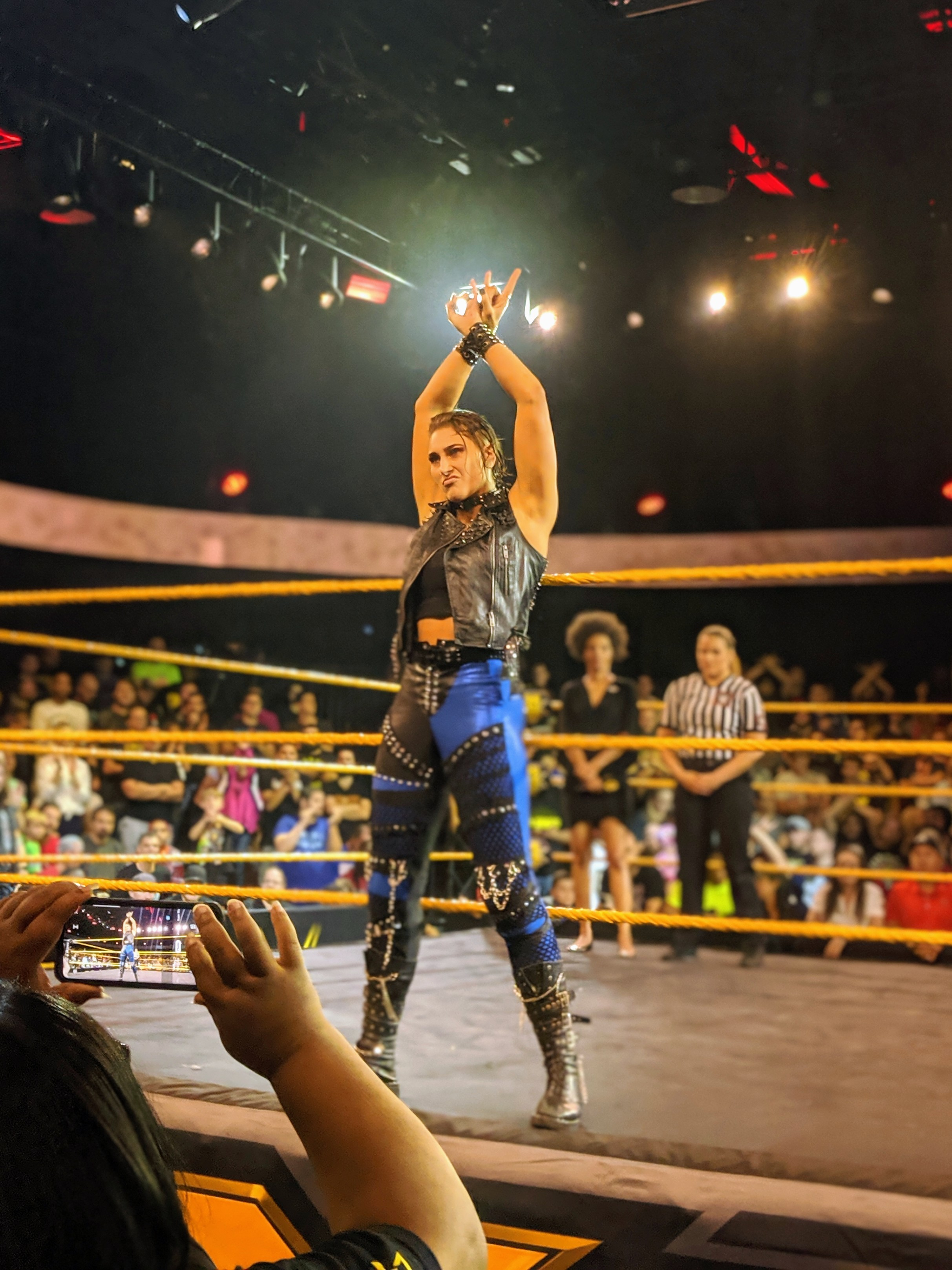
Ріплі виконує свій фірмовий жест руками

На випуску NXT від 28 серпня 2019 року, Ріплі несподівано повернулася на бренд, перервавши Чемпіонку NXT серед жінок Шейну Бейзлер, зазначивши, що Бейзлер можливо перебила усіх на NXT, але не її, ставши фейсом, і в процесі, почавши протистояння між двома.
Паралельно до її протистояння з Бейзлер, на випуску SmackDown, Ріплі і Теган Нокс були одними із багатьох реслерів NXT, які вторглися на шоу, кинувши виклик Менді Роуз та Соні Девіль на командний матч, з якого Ріплі та Нокс вийшли переможцями. Пізніше того ж вечора, Ріплі приєдналася до Тріпл Ейча і решти ростеру NXT, оголосивши війну і Raw, і SmackDown, і пообіцяли виграти битву брендів на Survivor Series 2019. Під час поточної сюжетної лінії, вона перемогла обох, Шарлотт Флер з Raw, і Сашу Бенкс зі SmackDown.
На NXT TakeOver: WarGames, 23 листопада, Ріплі очолювала Команду Ріплі під час першого жіночого матчу WarGames в історії проти Команди Бейзлер (Бейзлер, Іо Ширай, Б'янка Белейр, і Чемпіонка NXT UK серед жінок Кай Лі Рей). Незважаючи на хілтерн Дакоти Кай і атаки на Теган Нокс перед тим, як обидві увійшли у матч, залишивши Ріплі та Кендіс ЛеРей де факто у гандикап матчі два-на-чотири, Ріплі принесла перемогу своїй команді, утримавши Бейзлер. Наступного вечора на Survivor Series, Ріплі була частиною команди NXT, яка перемогла Команду Raw і Команду SmackDown, і була лідером своєї команди в жіночому матчі на вибування 5-на-5-на-5, який її команда виграла, після того, як вона утримала останню учасницю, капітана Команди SmackDown Сашу Бенкс, залишившись з ЛеРей та Ширай, як останні, хто вижив.

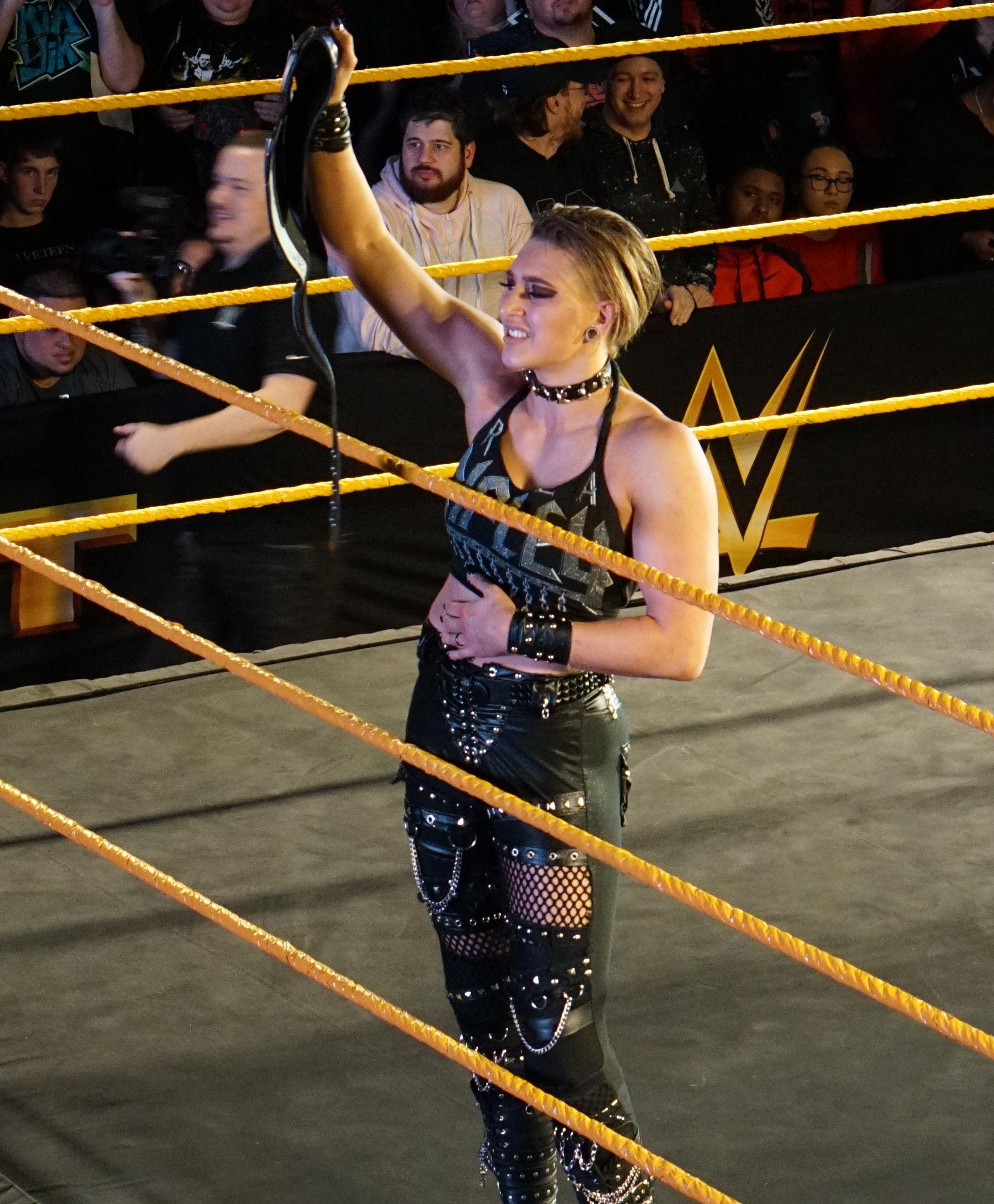
Ріплі як чемпіонка NXT серед жінок в 2020 році

На випуску NXT від 18 грудня, Ріплі здолала Бейзлер та виграла Чемпіонство NXT серед жінок, ставши першою, хто виграв обидва Чемпіонства NXT UK і NXT серед жінок. Згодом, вона успішно захистила титул проти Тоні Шторм на Worlds Collide, 25 січня 2020 року.
Ріплі з'явилася на випуску Raw від 3 лютого 2020 року, запропонувавши переможниці Королівської Битви Шарлотт Флер кинути виклик Ріплі за Чемпіонство NXT серед жінок на Реслманії 36. Флер з'явилася наступного випуску NXT, аби надати відповідь, але була перервана Б'янкою Белейр, майбутньою суперницею та претенденткою на титул Ріплі на NXT TakeOver: Portland, та самою Ріплі, які у підсумку об'єдналися та атакували Флер. На вищезгаданій події, 16 лютого, Ріплі успішно захистила чемпіонство проти Белейр, після чого була атакована Флер, яка прийняла виклик Ріплі. Згодом, Ріплі програла титул Флер другого вечора Реслманії 36 5 квітня. Наступного дня після Реслманії, WWE анансувало, що Ріплі бере перерву у виступах в WWE, і повертається в Австралію через проблеми з візою. Ріплі повернулася на випуск NXT від 6 травня, після того, як Флер була дискваліфікована в матчі за Чемпіонство NXT серед жінок проти Іо Ширай, атакувавши Флер. Під час закулісного інтерв'ю, між Ріплі та Ширай почалися суперечка і бійка, яку зупинили офіційні особи. 7 червня, на NXT TakeOver: In Your House, обидві, Ріплі та Флер, програли Іо Ширай у матчі потрійної загрози за Чемпіонство NXT серед жінок. На випуску NXT від 18 листопада, Ріплі кинула виклик Ширай за Чемпіонство NXT серед жінок, але безуспішно. На випуску NXT від 2 грудня, Ріплі була анонсована як учасник команди Шотці Блекгарт в другому в історії матчі WarGames.
На New Year's Evil, 6 січня 2021 року, Ріплі не змогла здолати Ракель Гонсалес у матчі «До останнього на ногах», який був останнім для неї в NXT. 31 січня, на Королівській Битві, Ріплі вийшла під номером 14, викинувши 7 суперниць, і ставши однією з двух останніх учасниць в матчі перед тим, як бути викинутою переможницею Б'янкою Белейр.

#### Чемпіонство Raw серед жінок та Командне Чемпіонство серед жінок (2021—2022)
На випуску Raw від 22 лютого 2021 року, в ефір вийшла відео нарізка, яка розкручувала появу Ріплі на бренді. Ріплі дебютувала в основному ростері як хіла на випуску Raw від 22 березня, кинувши виклик Асці на матч за Чемпіонство Raw серед жінок на Реслманії 37. Аска прийняла виклик, матч було призначено на другий вечір Реслманії, 11 квітня. На Реслманії 37, Ріплі здолала Аску та виграла Чемпіонство Raw серед жінок. На Raw після Реслманії, Ріплі захистила титул у реванші проти Аски, але матч завершився без результату після втручання Шарлотт Флер, яка атакувала обох, Аску та Ріплі. На випуску Raw від 3 травня, реванш між Ріплі та Аскою за Чемпіонство Raw серед жінок було призначено на WrestleMania Backlash, але офіційна особа WWE, у вигляді Соні Девіль, додала Флер до матчу, і зробила його матчем потрійної загрози. На вищезгаданому шоу, 16 травня, Ріплі успішно зберегла свій титул, утримавши Аску. На Hell in a Cell,
 20 червня, Флер перемогла Ріплі через дискваліфікацію, таким чином, Ріплі зберегла свій титул. На Money in the Bank, 18 липня, Ріплі програла титул Флер, закінчивши рейн у 98 днів. Їй не вдалося повернути титул в матчі потрійної загрози проти чемпіонки Ніккі A.S.H. та Флер на SummerSlam 21 серпня.
Протягом наступних тижнів, Ріплі стала фейсом і об'єдналася в команду з Ніккі A.S.H., і на випуску Raw від 20 вересня, вони виграли Командне чемпіонство WWE серед жінок, здолавши Наталію й Таміну. На випуску Raw від 22 листопада, Ріплі та A.S.H. програли титули Кармеллі та Королеві Зеліні, закінчивши рейн у 63 дні. Їх партнерство закінчилося 10 січня 2022 року на Raw, коли A.S.H. атакувала Ріплі. На випуску Raw від 7 березня, вона об'єднавшись в команду з Лів Морган, вони здолали Зеліну і Кармеллу, таким чином додавши себе в командний матч потрійної загрози за Командне Чемпіонство WWE серед жінок на Реслманії 38, зробивши його чотиристороннім матчем. Другого вечора Реслманії, 3 квітня, їм не вдалося виграти титули. На випуску Raw від 18 квітня, Ріплі та Морган зустрілися з чемпіонками Сашою Бенкс та Наомі за титули, але програли. Після матчу, Ріплі атакувала Морган, закінчивши їх партнерство, і ставши хілом вдруге в основному ростері.

#### Судний День (2022-2024)
На WrestleMania Backlash, 8 травня, Ріплі коштувала Ей Джей Стайлзу перемоги проти Еджа, і була розкрита як учасник Судного Дня. На Hell in a Cell, 5 червня, Судний День (Едж, Деміан Пріст і Ріплі) здолали Стайлза, Фінна Балора, і Лів Морган у змішаному командному матчі на шість людей. Наступного вечора на Raw, Едж представив Балора як нового учасница Судного Дня. Балор, Пріст і Ріплі раптово атакували Еджа, виключивши тим самим його з угрупування. Пізніше, того ж вечора, Ріплі виграла чотиристоронній матч за претенденство номер один проти Чемпіонки Raw серед жінок Б'янки Белейр. Матч було призначено на 2 липня, на Money in the Bank, але Ріплі було вилучено з матчу, будучи медично не готовою брати участь, її замінила Кармелла.
Угрупування протистояла сім'ї Містеріо (Рей та Домінік), кульмінацією чого став матч на Clash at the Castle, де Балор та Пріст програли Рею та Еджу. Після матчу, Домінік атакував Еджа та Рея, тим самим ставши хілом, та приєднався до Судного Дня. Як частина Судного Дня, Домінік взяв образ, який віддзеркалює образ Едді Герреро — Latino Heat, будучи разом з Ріплі. яка стала називати себе «Мамі» Домініка. 8 жовтня, на Extreme Rules, Домінік, Пріст, і Ріплі допомогли Балору здолати Еджа в матчі «I Quit». Після матчу, Ріплі атакувала дружину Еджа, Бет Фінікс, металевим стільцем. На Crown Jewel, Балор, Пріст, і Домінік здолали The O.C. (Стайлз, Люк Ґаллоуз, і Карл Андерсон) у командному матчі на шість чоловік після втручання від Ріплі. Наступеого випуску Raw, The O.C. представили Мію Йім, яка щойно повернулася, як протидію Ріплі. Три тижні потому на Survivor Series: WarGames, 26 листопада, команда Ріплі програла команді Йім після того, як Беккі Лінч утримала Дакоту Кай у матчі WarGames. На випуску Raw від 28 листопада, Судний День здолав The O.C. в змішаному командному матчі на вісім людей, тим самим закінчивши протистояння.

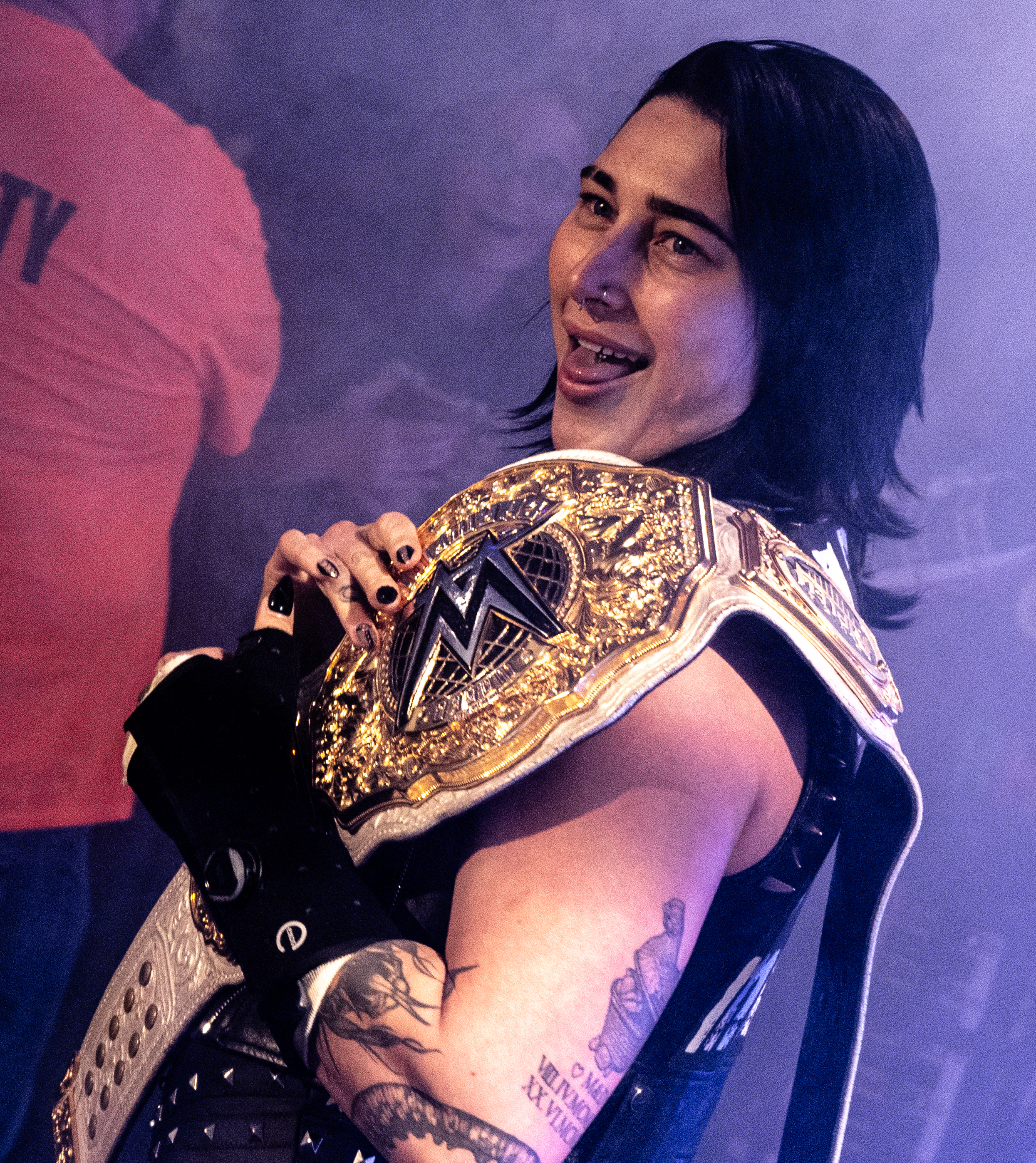
Ріплі з Чемпіонством Світу серед жінок у березні 2024 р.

На Королівській Битві, 28 січня 2023 року, Ріплі з'явилася біля рингу під час чоловічого матчу Королівської Битви, допомігши партнерам по угрупуванню атакувати Еджа, щоб потім отримати гарпун від дружини Еджа, Бет Фінікс. Пізніше, цього ж вечора, Ріплі виграла жіночу Королівську Битву, вийшовши під номером 1, викинувши останню Лів Морган, яка вийшла на матч під номером 2. Завдяки цій перемозі, Ріплі стала четвертою реслеркою (після Шона Майклза в 1995, Кріса Бенуа в 2004, і Еджа в 2021), і першою жінкою, яка виграла Королівську битву під першим номером. Вона також провела найдовше в жіночій Короліській Битві, 1:01:08; Морган офіційно провела на одну секунду менше. Наступного випуску Raw, Ріплі заявила, що кидає виклик Шарлотт Флер за Чемпіонство SmackDown серед жінок на Реслманії 39. 1 квітня, на Реслманії 39 Вечір 1, Ріплі здолала Флер та виграла титул. Завдяки цій перемозі, Ріплі стала сьомою жіночою чемпіонкою Потрійної Корони, п'ятою жіночою чемпіонкою Великого Шлему, і наймолодшою чемпіонкою Великого шлему (і серед чоловіків, і серед жінок) в історії WWE, у віці 26 років.
На Backlash, Ріплі успішно захистила свій титул під час свого першого захисту проти Зеліни Веги з LWO. На Night of Champions, Ріплі успішно захистила Чемпіонство SmackDown серед жінок проти Наталії у дуже короткому матчі, що тривав 70 секунд. На випуску Raw від 12 червня, Чемпіонство SmackDown серед жінок було перейменовано на Чемпіонство Світу серед жінок, і Ріплі отримала пояс з оновленим дизайном. На Raw від 3 липня, Ріплі ще раз здолала Наталію, зберігши титул. На Payback, 2 вересня, Ріплі допомогла Балору і Прісту виграти Беззаперечне Командне Чемпіонство WWE, після того як вона провела гарпун Кевіну Овенсу через барикади. Пізніше того ж вечора, Ріплі зберегла свій титул у матчі проти Ракель Родрігес після втручання Домініка. На випуску Raw від 11 вересня, Ріплі здолала Родрігес в реванші та зберегла титул після втручання від Наї Джакс, яка щойно повернулася, і яка атакувала Ріплі, спричинивши травму. На Crown Jewel, 4 листопада, Ріплі здолала Джакс, Родрігес, Зоі Страк і Шейну Бейзлер, яку Ріплі утримала, зберігши свій титул у п'ятисторонньому матчі. На Survivor Series: WarGames, 25 листопада, Ріплі здолала Старк, зберігши свій титул. На Raw Day 1, 1 січня 2024 року, Ріплі здолала Айві Найл, захистивши титул.
24 лютого, на Elimination Chamber: Perth, на своїй батьківщині в Австралії, Ріплі успішно захистила свій титул у головній події проти Наї Джакс На Реслманії XL Вечір 1, 6 квітня, Ріплі успішно захистила свій титул проти Беккі Лінч. 15 квітня, на Raw змушена була вакантувати свій титул через травму, заподіяну їй Лів Морган тижнем раніше.

#### Протистояння з Лів Морган і зрада з боку Судного дню (2024-2025)

Ріплі (зліва) разом з Деміаном Прістом у серпні 2024 р.

На випуску Raw від 8 квітня, Лів Морган атакувала Ріплі у закулісному сегменті, спричинивши справжню травму правого плеча. Наступного тижня вона була змушена вакантувати чемпіонство, закінчивши свій рейн у 380 днів, зрівнявшись з рекордом Бейлі як чемпіонки світу серед жінок. Під час відсутності Ріплі, сюжетна лінія продовжилася, коли Лів Морган намагалася спокусити Домініка, а той у свою чергу намагався чинити опір, але випадково допоміг їй виграти Чемпіонство Світу серед жінок проти Беккі Лінч на King and Queen of the Ring. Морган також почала втручатися у матчі Судного Дня, в тому числі допомогла Балору і Джей Ді МакДоні виграти Командне Чемпіонство Світу. Після три місячної відсутності, Ріплі повернулася на випуску Raw від 8 липня, маючи конфронтацію з Морган і Домініком.
На SummerSlam 3 серпня, Ріплі не змогла повернути титул у Морган після втручання Домініка, отримавши першу поразку утриманням з травня 2022. Після матчу, Домінік зрадив Ріплі, поцілувавши Морган, закінчивши їх партнерські стосунки та зробивши Ріплі фейсом вперше з квітня 2022 року. Наступного випуску Raw, Фінн Балор офіційно виключив Пріста з угрупування, і представив "нових" учасників Судного Дню, які включають його самого, "Брудного" Домініка Містеріо та Джей Ді МакДонну, а також доповнення як Карліто (який до цього був асоційованим учасником, а тепер повноцінним учасником угрупування), і заклятої суперниці Ріплі Лів Морган. Під час матчу Пріста проти МакДонни, Балор зненацька напав на нього разом з іншими учасниками Судного Дня, поки Ріплі, яку теж виключили з угрупування, не вибігла і не врятувала Пріста. Ріплі та Пріст обійнялися після цього, залишившись разом як команда, під неофіційною назвою The Terror Twins На Bash in Berlin 31 серпня, Ріплі та Пріст здолали Містеріо і Морган, де Ріплі утримала Морган, незважаючи на втручання від Судного Дню. На Bad Blood 5 жовтня, Ріплі виграла у Морган через дискваліфікацію після атаки від Ракель Родрігес, яка щойно повернулася. Але через те, що чемпіонство не змінюється через дискваліфікацію, Морган залишилася чемпіонкою.
На випуску NXT від 29 жовтня, Ріплі атакували Морган і Родрігес на парковці WWE Performance Center. Як повідомлялося, це було зроюлено аби списати її з телебачення через справжню травму орбітальної кістки, яку вона отримала минулого тижня. Про травму WWE оголосили наступного дня як ту, що сталася під час атаки. На випуску Raw від 18 листопада, Ріплі здійснила несподіване повернення, вдягнувши захисну маску на обличчя, і кинула виклик опоненткам на матч WarGames. На Survivor Series: WarGames 30 листопада, Ріплі, Б'янка Белер, Бейлі, Ійо Скай і Наомі здолали Морган, Родрігес, Наю Джакс, Тіффані Страттон і Кендіс Лерей у матчі WarGames, у якому Ріплі утримала Морган.

#### Чемпіонка Світу серед жінок і різноманітні протистояння (2025-дотепер)
На дебютному випуску Raw на Netflix, 6 січня 2025 року, Ріплі здолала Морган, вигравши Чемпіонство Світу серед жінок вдруге, закінчивши протистояння. На Saturday Night's Main Event 25 січня здолала Наю Джакс у своєму першому захисті титулу. На випуску Raw від 3 березня, Ріплі програла титул Ійо Скай після відволікання від переможниці матчу Elimination Chamber Б'янки Белер, закінчивши свій другий рейн у 56 днів. Другого вечора Реслманії 41, Ріплі не змогла забрати назад титул у Скай, у матчі потрійної загрози, який також включав Белер, яку Скай і утримала. Дейв Мельцер з Wrestling Observer Newsletter оцінив цей матч на 5 зірок, ставши першим жіночим матчем в історії WWE, який отримав такий рейтинг.
На випуску Raw від 19 травня, Ріплі здолала Кайрі Сейн і Зої Старк у матчі потрійної загрози, кваліфікувавшись до матчу з драбинами Money in the Bank на однойменному шоу, який виграла Наомі. На Evolution 13 липня, Ріплі не змогла виграти титул у Скай після того, як Наомі успішно використала кейс Money in the Bank в кінці матчу. Другого вечора SummerSlam 3 серпня, Ріплі змаглася у титульному матчі потрійної загрози проти Наомі й Скай, але не змогла виграти.

## Інші медіа
Беннетт дебютувала у відеоіграх як грабельний персонаж у WWE 2K20, і згодом в WWE 2K Battlegrounds, WWE 2K22, WWE 2K23. Беннетт стала зіркою обкладинки WWE 2K24 Deluxe Edition разом з Б'янкою Белер. Вони перші жіночі суперзірки WWE, хто має власну обкладинку серії WWE 2K.

## Особисте життя
Беннетт називала Міза джерелом натхнення у дитинстві. Вдобавок до реслінгу, Беннетт також тренувалася та практикувалася у плаванні, карате, регбі, нетболі та футболі. Вона фанатка австралійського футбольного клубу Аделаїда.
З 2022 року, Беннетт у відносинах з австралійським реслером Метью Адамсом, професійно відомий як  Бадді Метьюз. У серпні 2023 Беннетт і Адамс заручилися, а у червні 2024 одружилися.
Вона є фанаткою груп Ice Nine Kills, Falling in Reverse та Motionless in White, останні стали співавторами її музичної теми "Demon In Your Dreams", і виконали пісню в живу під час виходу Беннетт на Реслманії XL.

## Титули і досягнення
- CBS Sports
  - Реслер — прорив року (2019)[122]
- ESPN
  - Жіноча Реслерка Року (2023)[123]
  - Місце No. 2 з 30 найкращих про реслерів до 30 років в 2023 році[124]
- New York Post
  - Угрупування року (2023) як частина Судного Дня[125]
- Pro Wrestling Illustrated
  - Угрупування року (2023) як частина Судного Дня
  - Матч Року (2023) vs. Шарлотт Флер на Реслманії 39
  - Жінка Року (2023)
  - Місце No. 11 в топ 100 реслерів жінок в PWI Women's 100 в 2020[126]
  - Місце No. 1 в топ 250 реслерів жінок в PWI Women's 250 в 2023[127]
- Riot City Wrestling
  - RCW Women's Championship (2 рази)
- Sports Illustrated
  - Місце No. 7 в топ 10 реслерів жінок в 2019.[128]
  - Місце No. 2 в топ 10 реслерів 2023 року[129]
- WWE
  - WWE Чемпіонство Raw серед жінок (1 раз)[130]
  - Чемпіонство Світу серед жінок (2 рази)[131]
  - Командне Чемпіонство WWE серед жінок (1 раз) — з Ніккі A.S.H.[132]
  - Чемпіонство NXT серед жінок (1 раз)[133]
  - Чемпіонство NXT UK серед жінок (1 раз, перша)[134]
  - Жіноча Королівська Битва (2023)[135]
  - Турнір за Чемпіонство NXT UK серед жінок (2018)[136]
  - Сьома жіноча чемпіонка Потрійної Корони
  - П'ята жіноча чемпіонка Великого шлему
  - Slammy Award (3 рази)
    - Матч року (2024) – vs. Шарлотт Флер за Чемпіонство SmackDown серед жінок на Реслманії 39
    - Угрупування року (2024) – Як частина Судного Дню
    - Жіноча суперзірка року (2024)